# Spaniocentra stictoschema
Spaniocentra stictoschema är en fjärilsart som beskrevs av Louis Beethoven Prout 1922. Spaniocentra stictoschema ingår i släktet Spaniocentra och familjen mätare. Inga underarter finns listade i Catalogue of Life.